# Charlotte Bouteloup
Pour les articles homonymes, voir Bouteloup.
Charlotte Bouteloup, née le 20 février 1975 , est une journaliste française.

## Biographie

### Famille et formation
Charlotte Bouteloup est née le 20 février 1975. Elle a deux sœurs Victoria (née en 1972) et Constance (née en 1979), avec lesquelles elle a animé jusqu'en 2011 le blog thebbblondes consacré à la mode, à la beauté, à la culture et à l'art de vivre en général.
De son mariage avec Édouard Bruté de Rémur dont elle divorce en 2017, sont nées deux filles : Salomé, en 2006, et Allegra, en 2009.
Charlotte Bouteloup est diplômée d'une école de commerce.

### Carrière professionnelle
Remarquée par William Leymergie lors d'un stage de fin d'études sur la chaîne de radio France Inter, elle en anime les chroniques cinéma de la radio. Elle y travaille ensuite aux côtés d'Albert Algoud (La partie continue), Frédéric Bonnaud (Charivari) et Stéphane Bern (Le Fou du roi).
Elle participe à l'émission de télévision Vivement dimanche et en 2011-2013, elle fait partie du groupe d'experts du jeu télévisé diffusé sur France 2  et présenté par Julien Courbet
En 2001, elle est chargée de la chronique cinéma de l'émission quotidienne Télématin diffusée sur France 2 où elle a notamment fait le buzz après avoir réalisé l'« interview catastrophe » de Scarlett Johansson,,,,. Elle conserve ce poste après le départ de William Leymergie jusqu'au 27 novembre 2019, soit durant 18 ans, en déclarant « J’ai adoré, durant toutes ces années, faire partager ma passion du Cinéma aux téléspectateurs de France 2 »
Elle est chroniqueuse « tendances » [Depuis quand ?] à RTL dans l’émission À la bonne heure (France) animée par Stéphane Bern de 2011 à 2020.